# 八重垣神社 (垂井町)
八重垣神社（やえがきじんじゃ）は、岐阜県不破郡垂井町にある神社である。垂井町の氏神とされている。
また、毎年5月2日 – 4日に開催される「垂井曳山祭り」は当社の例祭である。

## 祭神
主神
- 素盞嗚尊（牛頭天王）

合祀
- 稲田姫命（頗梨采女、歳徳神）
- 八王子命（八王子権現、八将神）

## 沿革
- 南北朝時代の文和元年（1352年） - 南朝が京を軍事的に制圧して足利義詮を追い、正平一統は破綻する。このさい、後光厳天皇は京から脱出し。
- 文和2年（1353年） - 土岐頼康らに守られて垂井に到着する。この仮御所に京都の祇園社の御霊代を分祀し、牛頭天王社として創建する。後光厳天皇が京都に戻った後は、この地域の氏神となる。
- 天文元年（1532年） - 現在地に移転する。
- 明治元年（1868年） - 神仏分離令のさい「八重垣神社」に改称する。八重垣は、御神詠の「夜幣賀伎」に由来する。

## 例祭
南北朝時代、後光厳天皇を慰めようと、村人が花車3輌を造って曳き回したことが始まりという。現在は、毎年5月2日 – 5月4日に「垂井曳山祭り」として開催される。
- 曳山（山車） - 3両あり、花車に舞台が造られたのは安永年間で、漆塗り、豪華な彫刻、飾金具などが施されている。3両とも昭和36年（1961年）6月19日に岐阜県の重要有形民俗文化財に指定されている[1]。
  - 攀鱗閣（はんりんかく）西町 - 文化5年（1808年）作。当初は白木であったが、文政10年（1827年）に漆塗装、後に彫刻が施された。
  - 紫雲閣（しうんかく）中町 -  安永年間以前の作という。明治3年（1870年）に改造が施されている。
  - 鳳凰山（ほうおうざん）東町 - 寛政10年（1798年）作。当初は白木であったが、文政4年（1821年）に漆塗装が施された。

※ 3両の曳山の上ではそれぞれ小学生による歌舞伎が演じられる。これは全国に残る素人歌舞伎の中で、全国8ヶ所（不定期は除く）に伝承されている曳山子供歌舞伎山の一つで、垂井町の無形民俗文化財に指定されている。
※ 伝統継承という名のもと、子どもを2週間学校を休ませ練習をさせる。また、 11時～22時以降、1日6公演あり、伝統の名のもと、労働基準法が適応されない。以上のことから、教育の義務違反、児童虐待が疑われる。

## 交通機関
- JR東海道本線 垂井駅より約1km。